# بلورة أحادية

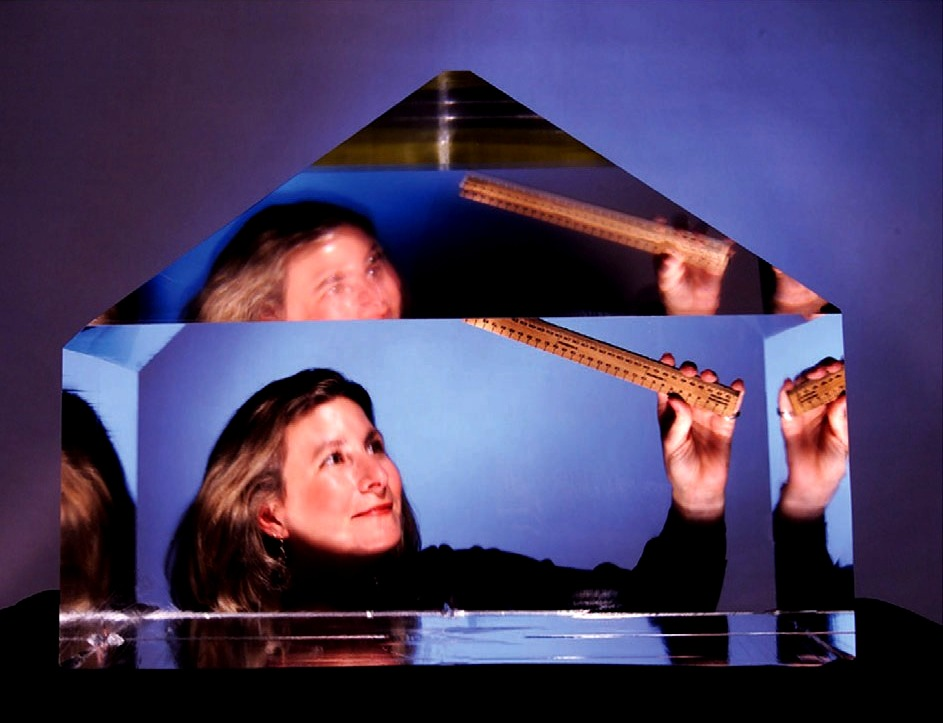
بلورة أحادية كبيرة.

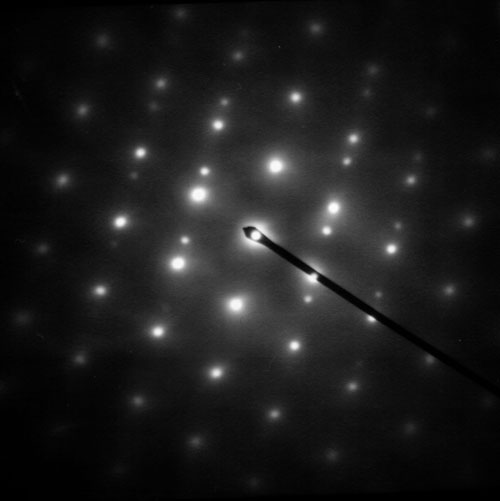
حيود الأشعة السينية على بلورة مفردة من الحديد.

البلورة الأحادية (أو البلورة المفردة) هي مادة صلبة تتميز بامتداد الشبكة البلورية فيها من أولها إلى آخرها مكونة بلورة كبيرة منتظمة . وتتكون البلورة الأحادية عن طريق تغطيس بلورة صغيرة في محلول مشبع ، وتكون البلورة الصغيرة بمثابة بذرة تتراص عليها الذرات أو الجزيئات ، وتأخذ كل ذرة من ذرات المذاب موضعها بالضبط في الشبكة البلورية وبذلك تنمو البذرة إلى بلورة أحادية كبيرة لها نفس شكل الصغيرة.
ونظرا لتواجد الحبيبات البلورية في المواد كثيرة البلورات وما ينتمي إليها من حدود بين الحبيبات المختلفة الإتجاه ، فهي تؤثر على الخواص الكهربائية والمغناطيسية للمادة . ويقع على تلك الحدود بين الحبيبات أهمية في الخواص الطبيعية أيضا للمادة الصلبة.
للبلورات الأحادية أهمية كبيرة في الصناعة ، ولها تطبيقات كثيرة مثل صناعة الويفر الذي يستخدم لصناعة الميكروبروسيسور.
يندر تواجد البلورات الأحادية في الطبيعة حيث تتعرض عملية التبلور إلى شوائب كثيرة مما يسبب عيوبا وخللا في البنية البلورية . كذلك تتعرض عملية التبلور التي نقوم بها معمليا لتحضير بلورة أحادية إلى صعوبات ولا بد من تنميتها تحت ظروف دقيقة ومضبوطة.
وعكس البلورة الأحادية هو البنية اللابلورية والتي تتخذ فيها الذرات مواضعا منتظمة في نطاق صغير فقط (عدة ذرات) ، ولا يمتد نظامها إلى النطاق البعيد . وتشكل بنية كثيرة البلورات حالة وسطية بين حالة البلورة الأحادية المنتظمة عبر حدودها وبين البنية اللابلورية العشوائية .

## صناعة الويفر

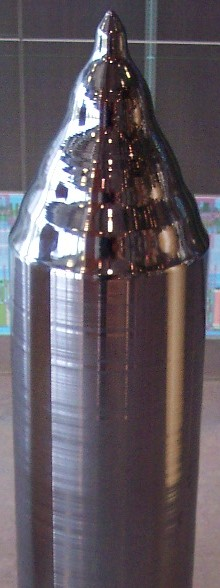
بلورة أحادية من السيليكون النقي تستخدم لصناعة الويفر.

يصنع الرقائق الإلكترونية الخام (ويفر) من بلورة أحادية من السيليكون النقي (أنظر الصورة) . ابتكرت الصناعات الإلكترونية طرقا دقيقة لإنتاج بلورات أحادية كبيرة من السيليكون النقي يبلغ قطرعا نحو 16 سنتيمتر وارتفاعها نحو 40 سنتيمر . ثم تقطع تلك البلورة الأحادية الكبيرة إلى أقراص يبلغ سمكها 2 مليمتر ، تقسم كل رقيقة لإنتاج نحو 100 من المعالجات الصغيرة تسمى بعد اكتمال تحضيرها ميكروبروسيسور.

## اقرأ أيضا
- وحدة خلية
- شبكة برافيه
- مؤشرات ميلر البلورية
- نظام بلوري مكعب
- نظام بلوري
- علم البلورات
- بنية بلورية
- تبلور
- بلورة
- كثيرة البلورات